# Георгіос Васіліу
Георгіос Васіліу (грец. Γιώργος Βασιλείου; нар. 20 травня 1931) — кіпрський політик, президент Кіпру від 28 лютого 1988 до 28 лютого 1993 року.

## Біографія
Народився в сім'ї лікаря і члена центрального комітету Комуністичної партії Кіпру, який брав участь в Громадянській війні в Греції. Після цього родина жила в Будапешті (Угорська Народна Республіка), де Георгіос Васіліу вчився у Імре Надя в університеті. У 1956 році, через повстання був змушений виїхати до Лондона, де завершив свою освіту. У 1988 році, балотуючись як незалежний кандидат, переміг на президентських виборах Спіроса Кіпріану, а на наступних виборах 1993 програв Глафкосу Клірідісу, після чого заснував партію Вільний демократичний рух. У 1996 році був обраний головою партії Об'єднані демократи. У 2001 році втратив місце в парламенті, після того, як у 2004 році план Кофі Аннана (План Аннана) по об'єднанню Кіпру провалився на референдумі, він у 2005 році пішов у відставку з посади лідера партії на користь Міхаліса Папапетру. У 1998–2003 роках керував переговорами з Європейським Союзом щодо вступу Кіпру в цю організацію. З 2008 року член Європейської ради з толерантності та взаємоповаги.